# Balandin (månekrater)
Balandin er et lille nedslagskrater på Månen. Det befinder sig på Månens bagside og er opkaldt efter den sovjetiske kemiker Aleksei A. Balandin (1898-1967).
Navnet blev officielt tildelt af den Internationale Astronomiske Union (IAU) i 1976.

## Omgivelser
Balandin ligger inden for den store bjergomgivne slette, der hedder Gagarin, tæt på dennes østlige side.

## Karakteristika
Balandinkrateret er cirkulært med en lille indre kraterbund. Det ligger op imod to lidt mindre kratere mod øst og vest. Ellers indeholder det ikke selv bemærkelsesværdige træk.